# ゴドレイ&クレーム
ゴドレイ&クレーム(Godley & Creme)は、元10ccのケヴィン・ゴドレイとロル・クレームによるアヴァン・ポップ・デュオ、また80年代MTVを代表するミュージック・ビデオのディレクターである。10cc時代の実験性とスタジオワーク技術を更に深化させた、先進的でオリジナリティー溢れるアルバムを発表しながらも、ポリスやデュラン・デュラン、ハービー・ハンコック等のミュージック・ビデオを数多く手掛けたことでも知られ、その斬新な感性を持った表現でMTV創成期に多数の賞を受賞、大きな評判を呼んだ。

## 経歴

### 出会い
1960年英マンチェスターはプレストウィッチにて、8ｍｍフィルムで自作のドラキュラ映画を作っていたケヴィン・ゴドレイは、自身が演じるドラキュラの相手役となるせむしのイゴール役を探していた。そこで適任だとして共通の友人を通して採用したのが、「同じ通りの外れの反対側」に住んでいたロル・クレームだった。お互い絵や音楽、映画などアート好きであることが分かり意気投合、親友となった二人は、この後30年近くほぼ活動を共にすることになる。

### 美大生からミュージシャンへ
映画制作の後、ケヴィンは「Group 17」というバンドが短期間で消滅してから「The Sabres」でロルと合流することになる。この頃ケヴィンは隣人がドラムを手に入れたことをきっかけにリズムギターからドラムに鞍替えした。「私のギターみたいに素人臭かったんだ。ある日プレイしてもいいか聞いて、腰を下ろした途端しっくりきたんだよ」(ケヴィン談)。「The Sabres」は地元のJewish Lads Brigade youth clubで演奏しており、ここにはケヴィンと同じ小学校出身のグレアム・グールドマン率いる「The Whirlwinds」も出入りしていた。人気を集めていたのは後者だったが、両グループは良いライバル関係を築いており、1964年6月に「The Whirlwinds」がレコードデビューした際は、B面曲にロルが作曲した「Baby Not Like You」を採用している。「グレアムは曲を必要としていて、それで『Baby Not Like You』をあげたんだ。彼は素晴らしいギターソロをやってくれた」(ロル談)。

1963年North Cestrian Grammer Schoolを卒業したケヴィンは、Pre-Diploma(前課程修了証書)取得のためManchester College of Artに入学、Ashton-Under-Lyme College of Art、Stoke-on-Trent College of Artと進み、Stand Grammer Schoolを卒業したロルもPre-Diploma取得のためAshton-Under-Lyme College of Artに入学、Birmingham College of Artに進み、それぞれグラフィック・デザインなどを学ぶ。学内でも、展示会のため曲を書いたり「ジョン・レノンの戴冠式」と題した絵を描いたり、チャールズ・ミンガスの音楽を基にした映画を撮るなどしていた。「音楽と組み合わせられるアートだけを採りあげる域に達していたんだ」(ロル談)。

1965年2月、アートスクール在籍中にケヴィンはグレアム・グールドマンに引き抜かれ、「The Mockingbirds」の一員として「That's How (It's Gonna Stay)」でシングルデビューを果たす。この時録音したグレアム作の「フォー・ユア・ラブ」はヤードバーズが発表することになり、全英1位、全米6位の大ヒットとなった。一方「The Mockingbirds」はヒットを出せず、ケヴィンは次第に学業との両立が厳しくなり脱退、バンドは５枚のシングルを残し結局1年ほどで解散した。この頃ロルは地元のクラブでホリーズやハーマンズ・ハーミッツのメンバーの代役を務めたり、ボ・ディドリーのバッキングをするなどしてステージに立っていた。
1967年アートスクールを卒業したケヴィンとロルは再びコンビを組み、グレアムとハーヴェイ・リスバーグのマネージメントの元で週5ポンドの報酬を得ながら、ハーマンズ・ハーミッツの宣伝広告を描いたり、コンサートポスターのデザインをするなど裏方の仕事をしつつ曲作りに取り組む。同年「The Yellow Bellow Room Boom」名義のシングル「Seeing Things Green」でレコードデビュー、本格的に音楽活動に乗り出し地元のレコーディングスタジオ「Inter-City」やグレアムの自宅で自作曲のデモを録り始める。
1969年、ケヴィンがボーカルの録音のためグレアムに連れられてロンドンのスタジオへ行くと、ヤードバーズのマネージャーのジョルジオ・ゴメルスキーからそのボーカルを高く買われ、レコード制作を持ち掛けられる。ゴメルスキーはケヴィンとロルを「英国のサイモン&ガーファンクル」として売り出すことに決め、同年9月新しく設立したばかりのレーベル「Marmalade」から「Frabjoy & Runcible Spoon」名義でシングル「I'm Beside Myself」が発表される。アルバムの制作も進められていたが、レーベルが資金難に陥ったことにより、結局頓挫してしまった。この「Frabjoy & Runcible Spoon」としてのセッションには、グレアムの他にエリック・スチュワートも参加しており、実質後の10ccのメンバーが揃っていた。

### 「ネアンデルタール・マン」の世界的ヒット(ホットレッグス期)
```
「前史」参照  >>
10cc
```

### 10ccとしての成功(10cc期)
```
「10ccとしてデビュー」「全盛期」参照  >>
10cc
```

### ギズモトロンの開発と10ccからの脱退
1976年10月ケヴィンとロルは10ccを脱退する。公式には「ギターアタッチメント『ギズモトロン』の開発のため」とされたものの、実際は音楽性の相違によるところが大きかった。

ギズモ（販売名ギズモトロン)とは、6つの小さな歯車がそれぞれギター弦をひっかくことで無限のサステインを得られるというアタッチメントで、初めて使用されたのは1974年発表の10ccのセカンドアルバム『シート・ミュージック』にてであるが、案出されたのは10cc結成前の1971年までさかのぼる。2人は雇用費のかかるストリングスやアレンジャー、高価なモーグやメロトロンなしに、ギターでストリングスのサウンドを生み出せないかと考えたのだった。10cc結成後マンチェスター工科大学(現:マンチェスター大学)とともに「ギズモ」の開発に成功したケヴィンとロルは、このアタッチメントに可能性を見出し、1976年5月10ccのアルバム制作と並行してデモの制作に入る。しかし既に温めていたコンセプト「史上最悪の天変地異の物語」と一体になることで、徐々に大規模なフルアルバムへと膨れ上がっていった。そんな中エリックとグレアムが「愛ゆえに」と「恋人たちのこと」を提示するものの、出来に満足できず、ケヴィンとロルは10cc脱退を決意する。バンドという形態に限界を感じ、スタジオワークに専念したかったこと、ライブ活動に疲弊し嫌気が差していたこと、元々関心のあった映像業に進出したかったこと、それらも脱退理由に挙げられる。

### 『ギズモ・ファンタジア』の失敗と再出発(ゴドレイ&クレーム期)
1977年に「ロル・クレーム&ケヴィン・ゴドレイ」名義で『ギズモ・ファンタジア』を発表。ギズモのサウンドに乗せて、離婚調停中の夫婦とその弁護士の他愛ない会話が続く中、世界各地でハリケーンが起こり人類滅亡の危機が迫るものの、音楽の力で世界が救われる、という終末論的なストーリーのナンセンス・ドラマが繰り広げられており、イギリスのコメディ俳優ピーター・クックが脚本と一人四役を務め、ジャズ・ボーカリストのサラ・ヴォーンが一曲、メル・コリンズが一曲客演している。16カ月ものあいだスタジオにこもり、ギズモの可能性を追求した三枚組の壮大なコンセプトアルバムだったが、「難解過ぎる」「自己満足に甘んじている」などと酷評され、パンクの台頭も災いして、チャート成績は全英52位にとどまった。そんな世評にケヴィンは意気消沈していたのに対し、ロルはどこ吹く風と両者でとらえ方は対照的であった。
この失敗でいわば吹っ切れた二人は、翌年の1978年「再出発」の意味を込め、「Learning driver」のプレートを模したジャケットのアルバム『L』を、「ゴドレイ&クレーム」名義で発表。本作は、ゲストにロキシー・ミュージックのアンディ・マッケイを迎え、ジャズやソウルのスタイルを取り入れた、フランク・ザッパやブライアン・イーノにも通じるアヴァンギャルドな音楽性で新境地を開いた。G&Cとしては珍しい自伝的な歌詞には、10cc時代を皮肉るような文句も見受けられる。なお、後に両者とも『L』が一番気に入っているアルバムだと明かしている。

### ミュージック・ビデオ監督としての成功とシングル曲のヒット
1979年マーキュリーからポリドールに移籍し、『フリーズ・フレーム』を発表。ゲストにフィル・マンザネラとポール・マッカートニーを迎え、前作よりポップでカラフル、サイケデリックでミニマル色の強いアルバムとなった。「『イギリス人』と『ゲット・ウェル・スーン』を除けば、スタジオワークの前に完成した曲は一曲もないんだよ！印象派的かつ抽象的な作業を行って、言葉と音の関連付けを試したかったんだ。 なぜって僕たちには常に問題と向き合い、解決することが必要だからね。今回はテープでのペインティングなのさ」(ロル談)。また、GCM（ゴドレイ、クレーム&マンザネラ）というバンドを結成する案もあったが、マンザネラのもとにロキシー・ミュージック再結成の申し出が舞い込んできたため、実現には至らなかった。

1980年、『フリーズ・フレーム』収録のシングル曲「ニューヨークのイギリス人」でミュージック・ビデオを初監督。オランダで3位を記録した。翌年アルバム未収録のシングル曲「ワイド・ボーイ」のMVを監督後、自らMV監督として売り出し始めたところ、ヴィサージのスティーヴ・ストレンジの目に留まり、ヴィサージの「フェイド・トゥ・グレイ」を手掛ける。その後、ポリスやデュラン・デュラン等、他アーティストのビデオを数多く手掛けるようになり、MTVビデオ・ミュージック・アワードの賞を数多くさらうことになる。

1981年、ラップをいち早く取り入れた異色作『イズミズム』発表。当初アイディアが浮かばず制作は難航していたが、ケヴィンが椎間板ヘルニアで食事もままならなくなり何週間も寝込んでしまった間に、食べ物への執着心を描いた「スナック・アタック」の歌詞を書き上げたことで、アルバムの全体像がまとまった。本作からは、シンセポップ調の美しくもホラーな物語が語られる「アンダー・ユア・サム」が全英チャート3位、結婚のしがらみを恐れる新郎の思いを歌ったモータウン調の「ウェディング・ベルズ」が全英チャート7位を記録し、アルバムチャートは全英29位まで上昇。本国イギリスで最も商業的に成功したアルバムとなった。
また同年、ロック業界のネタを散りばめた、架空のロックスターの一生をブラックユーモアを交えて描いた画集『The Fun Starts Here - Out-Takes from A Rock Memoir』を出版。しかしあまりに猥雑な内容だったため、英大手書店が販売を拒否する事態となった。ピート・タウンゼントは「吐き気がする」と評した。
1983年『バーズ・オブ・プレイ』発表。古典的な男女のもつれ、すれ違いをテーマに、ボーカルを重視した、ダークかつソウルフルでファンキーな、比較的スタンダードな作風となった。前年に出したシングル「セイヴ・ア・マウンテン・フォー・ミー」がポリドールに好評だったため、不本意ながら制作に取り掛かったアルバムであり、G&Cのベストではないと当時ロルが語っている。本作はアメリカでは発売されず、積極的なプロモーションは行われなかった。
1983年、ハービー・ハンコックの「ロックイット」が英Music Week誌の「Top Music Promo」に選出、翌年MTVビデオ・ミュージック・アワードにて「最優秀コンセプト賞」「最優秀実験賞」「最優秀特殊効果賞」「最優秀芸術監督賞」「最優秀編集賞」の五部門を受賞。翌年の同アワードでは、MV界へ多大なる貢献をしたアーティストに送られる「ビデオ革新賞」を受賞した。CM業ではジーンズブランド、ラングラー社のために制作したCМ「Frozen Images」がカンヌ国際広告祭（現：カンヌライオンズ 国際クリエイティビティ・フェスティバル）にて銀賞を受賞。

1985年、コンビを組んで25周年となるのを記念して、10ccの前身ホットレッグスや10cc、G&Cの楽曲をまとめてセルフ・サンプリングした『ヒストリー・ミックス』を発表。アート・オブ・ノイズのJ.J.ジェクザリクやトレヴァー・ホーンなどの協力を得て、3週間ほどで完成した。白黒の映像の中、泣き顔の人の顔が次々とモーフィングで移り変わっていくミュージック・ビデオが話題となった「クライ」が全米チャート16位を記録し、G&C唯一の全米チャート入りとなった。

### 最終作『グッドバイ・ブルー・スカイ』
80年代が終わりに近づくにつれ、G&Cはミュージック・ビデオが過剰に商業化し、大量に供給されるようになったがゆえ、オリジナリティを生み出しにくい膠着状態に陥ったと感じ、MV制作のペースを徐々に落としていった。

1988年、5作目『バーズ・オブ・プレイ』以来5年ぶりとなるフルアルバム『グッドバイ・ブルー・スカイ』を発表。核戦争後の世界を描いた終末観の立ち込める、それまでにないシリアスなコンセプトをとっている。前作までのエレクトロ路線から一転、サイモン&ガーファンクルの「ボクサー」で聞こえるバスハーモニカをヒントに、高低様々のハーモニカを全編に用いたアコースティックでゴスペル調のアメリカ的作風には賛否両論が巻き起こった。シングル曲「リトル・ピース・オブ・ヘブン」がオランダと西ドイツで小ヒットしたのみで、英米では不発に終わっている。

### 映画制作中止、解散
同年6月、かねてから計画していた、実在した無法者、ジョン・ウェズリー・ハーディンの最期の夜を題材にした長編映画『Howling At The Moon』の撮影が開始されたものの、主演俳優ゲイリー・ビューシーのオートバイ事故などから制作中止に終わる。ロビー・ロバートソンがサウンドトラックを務め、トレヴァー・ホーンがプロデュースする予定であった。
1989年に突如コンビ解消。ケヴィンから解散を切り出したという。1997年のインタビューでロルは、こう説明している。
89年、いや88年、あるいはその前に、ケヴィンは変わったんだ。人生において優先順位が変わったんだと思う。彼は僕や僕たちの仕事のやり方、やること、優先順位にうんざりしていたんだ。実際僕たち二人が優先されたことなんかでさ。仕事上の関係が、自分たちの生活を支配してしまっていたんだよ。すべてを転換すべき時が来たんだ。全く彼の言うとおりだったね。

2022年、「Frabjoy & Runcible Spoon」名義で発表されるはずであったアルバム音源を収録したコンピレーション・アルバム『Frabjous Days: The Secret World Of Godley & Creme 1967-1969』が発売され、半世紀の時を経て初めて、彼らの真のファーストアルバムの全容が明らかになった。

## 主なヒット曲
- 「クライ」 - "Cry"

1985年全米チャート16位、全英チャート15位を記録したG&C最大のヒット曲。10cc結成前に既に書き上げていたヴァース部分が、トレヴァー・ホーンとのセッションによって15年越しで初めて一つの楽曲となった。白黒の映像の中、泣き顔の人の顔が次々とモーフィング（正確にはオーバーラップ）で移り変わっていくミュージック・ビデオで有名だが、当初は男女のペアスケーターが舞うMVにする予定であった。発表の翌年、米刑事ドラマ『特捜刑事マイアミ・バイス』の第12話「まさしくマイアミ」にて使用された。
- 「アンダー・ユア・サム」- "Under Your Thumb"

1981年全英チャート3位。名機として名高いリズム・ボックスTR-808とシンセサイザーJupitar-8によってバックトラックが作られている。ロルがコード進行を考え出し、ケヴィンがメロディと歌詞を思い付いて、またたくまに完成したという。歌詞は「言いなりになんかなりたくない」と叫ぶ、列車から身投げした女性の怪談話で、リズムトラックが列車のリズムを描写しているところがポイント。MVは他アーティストのMV制作に忙しく作られなかった。
- 「ウェディング・ベルズ」- "Wedding Bells"

1981年全英チャート7位。モータウン調の一聴すると明るいポップな曲調なのに対して、歌詞は結婚式を目前に控えていながら、泣き言を並べ立てる哀れっぽい花婿の告白であり、ペーソスとユーモアが入り混じる、ほろ苦さ漂う一曲。MVは「テンプテーションズみたいにしよう！」とのロルの一声で、スーツ姿のケヴィンとロル、ダンサーが踊りを交えたボーカルグループ風の華やかなものとなっている。
- 「ニューヨークのイギリス人」- "An Englishman In New York"

1980年オランダにて3位、後にオーストラリアで8位。シロフォンの音色が耳を引く、どこか人懐こいミュージカル風の展開が鮮やかな一曲。英国人としてニューヨークという大都市に対して抱いた違和感を歌っている。俗語や洒落、けったいな表現が並んだ歌詞はなかなかに難解。ミュージック・ビデオ第一作目の楽曲で、仮面を被った演奏者やコーラスで構成されたビッグバンドを前にケヴィンが熱唱する、ユーモア溢れる作品になっている。

## ディスコグラフィ

### スタジオ・アルバム
- 『ギズモ・ファンタジア』 - Consequences (1977年)
- 『L』 - L (1978年)
- 『フリーズ・フレーム』 - Freeze Frame (1979年)
- 『イズミズム』 - Ismism (1981年)
- 『バーズ・オブ・プレイ』 - Birds Of Prey (1983年)
- 『ヒストリー・ミックス Vol.1』 - The History Mix Volume 1 (1985年)
- 『グッドバイ・ブルー・スカイ』 - Goodbye Blue Sky (1988年)

### コンピレーション・アルバム
- 『ミュージック・フロム・ギズモ・ファンタジア』 - Music From Consequences (1979年)
- 『ベスト・オブ・10cc、ゴドレイ&クレーム - チェインジング・フェイセズ』 - Changing Faces – The Very Best of 10cc and Godley & Creme (1987年)
- The Very Best of 10cc (And Godley & Creme) (1991年)
- Images (1993年)
- 『ゴドレー・アンド・クレーム / 素晴らしき日々:ザ・シークレット・ワールド・オヴ・ゴドレー・アンド・クレーム』 - Frabjous Days: The Secret World Of Godley & Creme 1967-1969 (2022年)

### ボックスセット
- 『ボディ・オブ・ワーク』 - Body Of Work 1978-1988 (2017年)

## ペーパークラフト本
アートスクール出身のケヴィンとロルは無名時代、ペーパークラフト本の模型の厚紙に絵を描く仕事をしていた。
- 「The Charge Of The Light Brigade」(1969年)

クリミア戦争中1854年のバラクラヴァの戦いでの「軽騎兵の突撃」を題材とした組み立て絵本。
- 「Cromwell」(1970年)

清教徒革命で知られるオリヴァー・クロムウェルの立像をデザイン。完成すると高さは25インチ（約60センチ）にも達するという。
- 「The Railway Children」(1970年)

同名映画に登場した２種類の機関車、グリーン・ドラゴン号とオールド・ジェントルマンズ号の描画を担当。グリーン・ドラゴンには貨車も付いている。

## ミュージックビデオ監督作品
1980年
- ゴドレイ&クレーム: 「ニューヨークのイギリス人」 "An Englishman In New York" (デレク・バービッジと共同監督)
- ゴドレイ&クレーム: "Wide Boy"

1981年
- ヴィサージ: "Fade To Grey"
- ヴィサージ: "Mind Of Toy"
- デュラン・デュラン: 「グラビアの美少女」 - "Girls On Film"
- リンゴ・スター: "The Cooler" (短編映画)
- ステイタス・クォー: "Something 'Bout You Baby I Like"
- トーヤ: "I Want To Be Free"

1982年
- エイジア: "Heat Of The Moment"
- エイジア: "Only Time Will Tell"
- ゴドレイ&クレーム: "Wedding Bells"
- グレアム・パーカー: "Temporary Beauty"
- ジョーン・アーマトレイディング: "The Weakness In Me"
- ジョーン・アーマトレイディング: "When I Get It Right"
- トーヤ: "Thunder In The Mountains"

1983年
- 10cc: "Feel The Love"
- エニー・トラブル: "Touch And Go"
- カルチャー・クラブ: "Victims"
- デヴィッド・シルヴィアン & 坂本龍一: "Forbidden Colours"
- エルトン・ジョン: "Kiss The Bride"
- ゴドレイ&クレーム: "Save A Mountain For Me"
- ハービー・ハンコック: "Rockit"
- ハービー・ハンコック: "Autodrive"
- ポリス: 「見つめていたい」 - "Every Breath You Take"
- ポリス: "Wrapped Around Your Finger"
- ポリス: 「シンクロニシティーII」 - "Synchronicity II"
- ポリス: Synchronicity Concert (ライブ・ビデオ)
- ポリス: The Synchronicity Show - Montreal "Le Spectrum" (ライブTV番組)
- イエス: "Leave It"

1984年
- フランキー・ゴーズ・トゥ・ハリウッド: "Two Tribes"

- フランキー・ゴーズ・トゥ・ハリウッド: "Power Of Love"

- フランキー・ゴーズ・トゥ・ハリウッド: "Relax" (Laser Version)

- ゴドレイ&クレーム: "Golden Boy"
- ポール・ヤング: "Everything Must Change" (US Version)
- Rebellious Jukebox (※音楽とコメディーを融合させたTV番組)

1985年
- Artists United Against Apartheid: 「サン・シティ」 - "Sun City" (ジョナサン・デミ、ハート・ペリーと共同監督)
- デュラン・デュラン: "View To A Kill"
- エリック・クラプトン: "Forever Man"
- ゴー・ウエスト: "We Close Our Eyes"
- ゴドレイ&クレーム: "Cry"
- ゴドレイ&クレーム: "Wet Rubber Soup"
- グレアム・パーカー & ショット: "Wake Up (Next To You)"
- ハワード・ジョーンズ: "Life In One Day" (編集担当)
- INXS: "This Time" (プロデューサー担当)
- ラッシュ: "Mystic Rhythms" (スタッフ参加)
- スティング: "If You Love Somebody Set Them Free"
- トンプソン・ツインズ: "Don't Mess With Doctor Dream"

1986年
- ゴドレイ&クレーム: "Mondo Video"
- ヒューイ・ルイス&ザ・ニュース: "Hip To Be Square"
- Jana Pope: "Don't You Hear Me Screaming"
- ルー・リード: "No Money Down"
- パティ・ラベル: "Oh People"
- ピーター・ガブリエル & ケイト・ブッシュ: "Don't Give Up" (Version 1)
- ロブ・ジャンクラス: "Boystown"
- ポリス: "Don't Stand So Close To Me '86"
- ウルトラヴォックス: "All Fall Down"
- ワン・チャン: "Everybody Have Fun Tonight"

1987年
- ジョージ・ハリスン: 「FAB」 - "When We Was Fab"
- ゴー・ウエスト: "I Want To Hear It From You"
- ゴドレイ&クレーム: "A Little Piece Of Heaven"
- ゴドレイ&クレーム: "10,000 Angels"
- ピーター・ガブリエル: "Biko"

1988年
- JFK暗殺の真相The Day The Dream Died (ケネディ暗殺に関するドキュメンタリー番組)